# Distretto di Siracusa
Il distretto di Siracusa fu una circoscrizione amministrativa di primo livello del Regno di Sicilia e, successivamente, una circoscrizione amministrativa di secondo livello del Regno delle Due Sicilie, inserito nella provincia di Siracusa, che, dal 1837, in seguito alla traslazione del capoluogo provinciale da Siracusa a 
Noto, fu rinominata Provincia di Noto.

## Storia amministrativa
Istituito nel 1812, con la promulgazione della costituzione siciliana, il distretto, a partire dal 1818, fu inserito nella provincia di Siracusa, poi provincia di Noto, sulla scorta di quanto disposto con provvedimento legislativo dell'11 ottobre 1817, che riformava la ripartizione territoriale del Regno delle Due Sicilie a seguito della fusione della corona napoletana con quella siciliana. Nella provincia erano inclusi tre distretti, oltre al distretto di Siracusa, le erano affidati i distretti di Noto e di Modica. 
A causa di una rivolta popolare a favore dell'Unità d'Italia, avvenuta nel 1837, il capoluogo provinciale venne trasferito, per punire Siracusa, a Noto e la città aretusea rischiò di perdere anche il ruolo di capoluogo di distretto, provvedimento, poi, ritirato da Ferdinando II delle Due Sicilie. Con l'occupazione garibaldina e annessione al Regno di Sardegna del 1860, l'ente fu soppresso e sostituito dal Circondario di Siracusa. Nel 1865, con la Legge Lanza, Siracusa riacquisì anche la dignità di capoluogo della nuova Provincia di Siracusa.